# Colegio Médico de Chile
El Colegio Médico de Chile (COLMED) es la asociación gremial que reúne a los médicos cirujanos. Según sus estatutos, la asociación tiene como objetivo promover el perfeccionamiento, la protección, el desarrollo y la racionalización de la profesión.
El Colegio Médico está afiliado a la Asociación Médica Mundial.[cita requerida]

## Historia
Fue creado en diciembre de 1948 mediante la Ley N.º 9.263, que transforma la Asociación Médica de Chile (AMECH) en un colegio profesional, lo cual le permite no solo tener la representación gremial, sino también participar como interlocutor oficial ante las autoridades del Estado y velar por el control ético y profesional. Además, la inscripción del Colegio Médico era de carácter obligatorio. 
El primer Consejo General del Colegio Médico se constituyó por primera vez el 1 de agosto de 1949, en la sala de sesiones de la Facultad de Biología y Ciencias Médicas de la Universidad de Chile, conformado por los Dres. René García Valenzuela, Honorio Aguirre Armijo, Luis Gajardo Guerrero, Carlos Morales Cañas, Juan Espic Rodríguez, Florencio Garín Romero, Jorge Acharán Henríquez, Onofre Avendaño Portius, Alejandro Olivares Concha, Arturo Droguett del Fierro, Julio Schwarzenberg Lobeck, Alfredo Vera Kreisel, Eduardo Benavides, Eduardo Ríoseco González, Guillermo Chandía Morales, Roberto Vargas Salazar y Salvador Allende Gossens. En la misma sesión eligieron a su primera Mesa Directiva, siendo su presidente el Dr. René García Valenzuela.
Bastaron 10 años para que el Colegio Médico de Chile lograra consolidarse como una de las instituciones gremiales más sólidas a nivel nacional. En 1958 los esfuerzos se materializaron a través de la inauguración de la “Casa del Médico”, un edificio ubicado en la calle Esmeralda, lugar que alberga hasta hoy la Sede del Consejo General.
En 1981 por el Decreto Ley N.º 2.757 que establece normas sobre asociaciones gremiales, se establece la libertad de asociación y elimina las funciones de supervigilar entre la profesión, privándolos, además, de sus facultades para sancionar las infracciones a la ética profesional.
En 1986 se forma la Asamblea de la Civilidad, encabezada por el entonces Presidente del Colegio Médico, Dr. Juan Luis González —a la sazón Presidente de la Federación de Colegios Profesionales de Chile—, que movilizó fuerzas para poner fin a la dictadura.

## Administración
El Colegio Médico de Chile es regido por la Mesa Directiva Nacional, el Consejo General y los Consejos Regionales que funcionan en Arica, Iquique, El Loa, Antofagasta, Atacama, La Serena, Valparaíso, Aconcagua, Santiago, Rancagua, Maule, Chillán, Concepción, Los Ángeles, Temuco, Valdivia, Osorno, Puerto Montt, Coyhaique y Punta Arenas.
| Presidente/a               | Período          |
| -------------------------- | ---------------- |
| René García Valenzuela     | 1949-1950        |
| Salvador Allende Gossens   | 1950-1952        |
| Gustavo Jirón Latapiat     | 1952-1956        |
| Sótero del Río Gundián     | 1956-1957        |
| Ruperto Vargas Molinare    | 1957-1963        |
| Hernán Romero Cordero      | 1963-1965        |
| Emilio Villarroel González | 1965-1967        |
| Luis Pino Escobar          | 1967-1968        |
| Emilio Villarroel González | 1968-1973        |
| Rubén Acuña Riquelme       | 1973             |
| Hugo Salvestrini Ricci     | 1973-1975        |
| Ernesto Medina Lois        | 1975-1979        |
| Sergio Reyes Bustamante    | 1979-1981        |
| Carlos Salomón Rex         | 1981-1982        |
| Juan Luis González Reyes   | 1982-1990        |
| Víctor Maturana Leyton     | 1990-1993        |
| Ricardo Vacarezza Yávar    | 1993-1996        |
| Enrique Accorsi Opazo      | 1996-2002        |
| Juan Luis Castro González  | 2002-2008        |
| Pablo Rodríguez Whipple    | 2008-2011        |
| Enrique Paris Mancilla     | 2011-2017        |
| Izkia Siches Pastén        | 2017-2021        |
| Patricio Meza Rodríguez    | 2021-2023        |
| Anamaría Arriagada Urzúa   | 2023-en el cargo |